# خلیج لیتویا
خلیج لیتویا (انگلیسی: Lituya Bay) یک آبدره واقع در سواحل جنوب شرقی آلاسکا است. این خلیج در سال ۱۷۸۶ توسط ژان-فرانسوا دی گالوپ، کونت دو لاپیروس کشف شد و او آن را «بندر فرانسوی‌ها» نامید. متأسفانه، بیست و یک نفر از خدمه او در جریان‌های جزر و مدی خلیج جان خود را از دست دادند.
این خلیج ۱۴٫۵ کیلومتر (۹ مایل) طول و در عریض‌ترین نقطه خود ۳٫۲ کیلومتر (۲ مایل) عرض دارد. یخچال طبیعی‌های کوچک‌تر کسکید و کریلون و یخچال طبیعی بزرگ‌تر لیتویا همگی به خلیج لیتویا می‌ریزند که بخشی از پارک و منطقه حفاظت شده ملی خلیج گلیشر است. جزیره سنوتاف تقریباً در وسط خلیج قرار دارد. ورودی خلیج تقریباً ۵۰۰ متر (۰٫۳۱ مایل) عرض دارد و دارای یک کانال باریک قابل کشتیرانی است.
خلیج لیتویا به خاطر جزر و مدهای بسیار بلندش معروف است که گاهی ارتفاع آن‌ها به ۳ متر هم می‌رسد. جریان‌های جزر و مدی در ورودی خلیج بسیار قوی هستند و سرعت آن‌ها به ۹٫۴ کیلومتر در ساعت می‌رسد. به همین دلیل، ورود به این خلیج به ویژه در هنگام جزر و مد برای کشتی‌ها خطرناک است، اما فضای داخلی خلیج پناهگاه خوبی برای کشتی‌های لنگر انداخته فراهم می‌کند.

## سونامی عظیم سال ۱۹۵۸
خلیج لیتویا همچنین به خاطر چهار سونامی بزرگی که در سال‌های ۱۸۵۴، ۱۸۹۹، ۱۹۳۶ و ۱۹۵۸ در آن رخ داده، معروف است. در ۹ ژوئیه ۱۹۵۸، یک زمین‌لرزه باعث ریزش کوه در بالای خلیج شد و یک سونامی عظیم ایجاد کرد. این سونامی به قدری قدرتمند بود که توانست از تپه مقابل محل ریزش کوه تا ارتفاع ۵۲۴ متر بالا برود، یعنی بلندتر از امپایر استیت.
در آن روز، سه قایق ماهیگیری در نزدیکی ورودی خلیج لنگر انداخته بودند. یک قایق در هنگام خروج از خلیج توسط موج و آوار غرق شد و دو سرنشین آن کشته شدند. قایق دوم توسط موج به اقیانوس پرتاب شد و پس از برخورد با یک کندهٔ شناور، غرق شد، اما سرنشینان آن توانستند خود را به یک قایق کوچک برسانند و نجات پیدا کنند. قایق سوم در سمت دیگر ورودی خلیج لنگر انداخته بود. ناخدای این قایق، آن را به سمت موج چرخاند و موج قایق را بلند کرد، لنگر آن را شکست و آن را بالای درختان برد، اما سپس قایق را بدون آسیب جدی به داخل خلیج برگرداند. شاهدان عینی این حادثه می‌گویند که موج با سرعت ۱۹۰ کیلومتر در ساعت حرکت می‌کرده است. این سونامی عظیم پس از رسیدن به دریای آزاد، به سرعت از بین رفت. این حادثه اولین شاهد و گزارش مستقیم از وجود چنین سونامی‌های بزرگی بود.
این خلیج در داستان کوتاه «غیرمنتظره» اثر جک لندن نیز ذکر شده است.